# Quique Flores
Enrique Sánchez "Quique" Flores (Madrid, 5 de fevereiro de 1965) é um ex-futebolista e treinador de futebol espanhol. Oriundo de uma família ligada à música popular espanhola, é filho da cantora Carmen Flores, e sobrinho de Lola Flores, sendo ainda afilhado de Alfredo Di Stefano. Atualmente está sem clube.

## Carreira

### Jogador
Durante sua carreira de jogador passou dez temporadas no Valencia.
Em 1994, mudou-se para o Real Madrid onde iria ficar por duas temporadas e ganhar o título da liga em 1995. Na sequência do seu tempo em Madrid, Flores teve uma breve passagem pelo Zaragoza antes de optar pela carreira de treinador.
Teve 15 internacionalizações pela Selecção Espanhola, tendo sido convocado para a equipa nacional que foi à Copa do Mundo FIFA de 1990.

## Treinador
Quique seguiu os passos de um dos seus antecessores em Valencia, Rafael Benítez, tendo a cargo da equipa juvenil do Real Madrid. Depois de ganhar aplausos durante o seu tempo com a equipe juvenil, Flores foi abordado sobre o trabalho do gestor em recém-promovido clube Getafe.
Após uma impressionante temporada 2004-05 com Getafe, que conseguiu terminar um respeitável 13 º lugar, foi-lhe dada a oportunidade de treinar o antigo clube, Valencia, sucedendo a Claudio Ranieri.
Na primeira temporada, o clube de Quique ficou no terceiro lugar em La Liga. Este desempenho qualificou do clube para a Liga dos Campeões da UEFA de 2006-07 onde o Valencia onde atingiu os quartos de final. Em 29 de outubro de 2007, o conselho de administração Valencia despediu-o.
A 24 de maio de 2008 foi apresentado como treinador do Benfica e assinou um contrato de dois anos com mais um de opção onde citou a necessidade de ser ambiciosos mas coerentes. No entanto, em junho de 2009 o clube e o treinador acertaram um rescisão amigável.
Em outubro de 2009 foi anunciado como treinador do Atlético de Madrid. Apesar de conseguir montar um time forte e conquistar títulos, no final da temporada 2010-11, Flores acaba sendo demitido por problemas internos.
Passou a atua no futebol dos Emirados Árabes Unidos comandando o Al-Ahli entre 2011 e 2013, onde conquistou a Taça do Presidente e terminou o campeonato nacional em segundo lugar em 2013.
Em setembro do mesmo ano é contratado por dois anos pelo Al Ain também dos Emirados, porém permaneceu até junho de 2014.
Em janeiro de 2015 volta a comandar o Getafe. No entanto, deixou o clube somente dois meses depois por decisão pessoal.
Em junho de 2015 passou a comandar o Watford, recém promovido a Premier League. A equipe terminou em 13º lugar na Premier League de 2015–16 e o clube não renovou seu contrato.
Em 9 de junho de 2016 o Espanyol o contratou até junho de 2019.

## Títulos

### Como jogador
Valencia
- Segunda División: 1986–87[14]

Real Madrid
- La Liga: 1994–95[15]

Spain U21
- UEFA European Under-21 Championship: 1986[16]

### Como treinador
Benfica
- Taça da Liga: 2008–09[17]

Atlético Madrid
- UEFA Europa League: 2009–10[18]
- UEFA Super Cup: 2010[19]

Al Ahli
- UAE League Cup: 2011–12[20]
- UAE President's Cup: 2012–13[20]

Al Ain
- UAE President's Cup: 2013–14[21]

Individual
- Premier League Manager of the Month: December 2015[22]